# Cratere Santaca
Santaca  è un cratere sulla superficie di Marte.